# Rzepin (gmina)
Rzepin (1973–1976 gmina Kowalów) – gmina miejsko-wiejska w województwie lubuskim, w powiecie słubickim.
Siedzibą gminy jest miasto Rzepin.
Według danych z 18 sierpnia 2011 gminę zamieszkiwały 9963 osoby.

## Historia
Dawna wiejska gmina Rzepin (nie obejmująca Rzepina) istniała w latach 1945–1954. Powstała po II wojnie światowej (1945) na terenie tzw. Ziem Odzyskanych (tzw. III okręg administracyjny – Pomorze Zachodnie). 25 września 1945 gmina – jako jednostka administracyjna powiatu rzepińskiego – została powierzona administracji wojewody poznańskiego, po czym z dniem 28 czerwca 1946 została przyłączona do woj. poznańskiego. 6 lipca 1950 gmina wraz z całym powiatem rzepińskim weszła w skład nowo utworzonego woj. zielonogórskiego.
Gmina została zniesiona 29 września 1954 wraz z reformą wprowadzającą gromady w miejsce gmin.
Jednostki nie przywrócono 1 stycznia 1973 wraz z kolejną reformą reaktywującą gminy.
Współczesna gmina Rzepin powstała 15 stycznia 1976 w związku z przemianowaniem gminy Kowalów na Rzepin i przeniesieniem siedziby jednostki do Rzepina.
1 lutego 1991 miasto i gminę Rzepin połączono we wspólną miejsko-wiejską gminę Rzepin.
W latach 1976–1998 gmina położona była w województwie gorzowskim. Od 1 stycznia 1999 w województwie lubuskim, w powiecie słubickim.

## Ochrona przyrody
Na obszarze gminy znajduje się rezerwat przyrody Mokradła Sułowskie chroniący stanowisko rzadkich gatunków roślin i ptaków wodno-błotnych oraz typowego ekosystemu kompleksu śródpolnych zbiorników astatycznych wraz z charakterystyczną strukturą, dynamiką i procesami kształtującymi ich funkcjonowanie.

## Struktura powierzchni
Według danych z roku 2002 gmina Rzepin ma obszar 191,11 km², w tym:
- użytki rolne: 40%
- użytki leśne: 51%

Gmina stanowi 19,12% powierzchni powiatu.

## Demografia

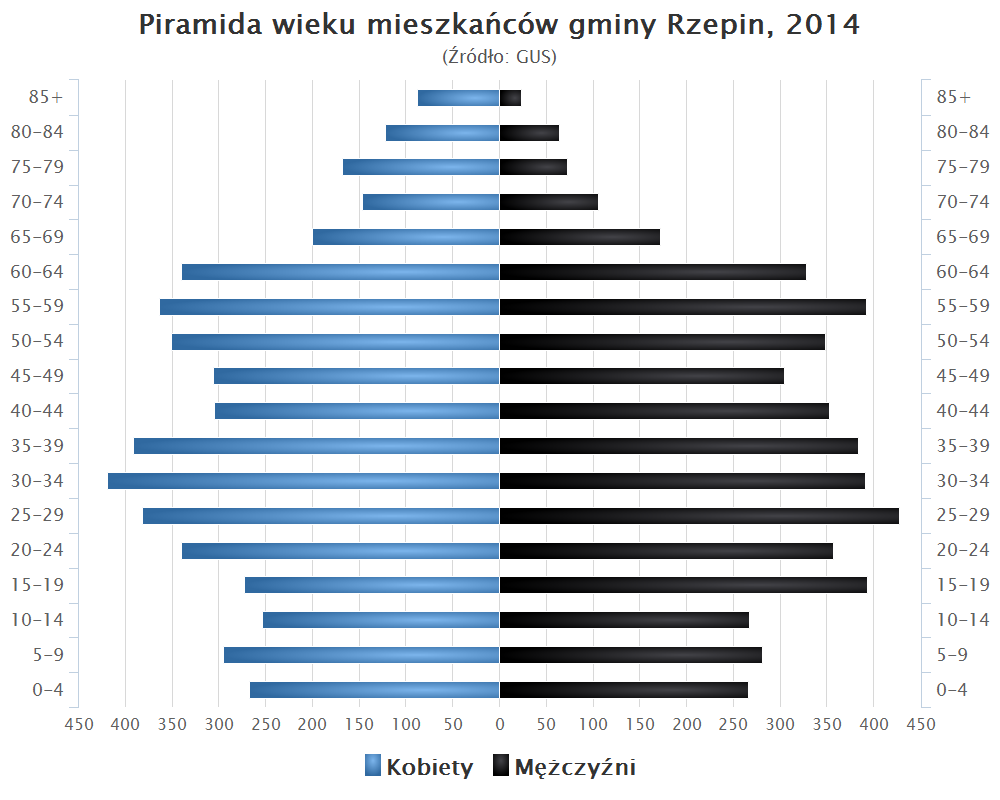
Piramida wieku mieszkańców gminy Rzepin w 2014 roku

Dane z 30 czerwca 2008:
| Opis                              | Ogółem | Ogółem | Kobiety | Kobiety | Mężczyźni | Mężczyźni |
| --------------------------------- | ------ | ------ | ------- | ------- | --------- | --------- |
| jednostka                         | osób   | %      | osób    | %       | osób      | %         |
| populacja                         | 9852   | 100    | 4947    | 50,2    | 4905      | 49,8      |
| gęstość zaludnienia (mieszk./km²) | 52     | 52     | 26,1    | 26,1    | 25,9      | 25,9      |

## Sołectwa
Drzeńsko, Gajec, Kowalów, Lubiechnia Mała, Lubiechnia Wielka, Radów, Serbów, Starków, Starościn, Sułów.

## Pozostałe miejscowości
Brodniki, Grądnik, Ilanka, Jaworki, Jerzmanice, Kamienny Bród, Liszki, Maniszewo, Nowy Młyn, Rzepinek, Zielony Bór.

## Sąsiednie gminy
Cybinka, Górzyca, Ośno Lubuskie, Słubice, Torzym